# Stasivșciîna, Prîlukî
Stasivșciîna (în ucraineană Стасівщина) este un sat în comuna Dankivka din raionul Prîlukî, regiunea Cernihiv, Ucraina.

## Demografie
Componența lingvistică a localității Stasivșciîna
     Ucraineană (98,95%)
     Rusă (1,05%)
Conform recensământului din 2001, majoritatea populației localității Stasivșciîna era vorbitoare de ucraineană (98,95%), existând în minoritate și vorbitori de rusă (1,05%).